# Ulica Stawki w Warszawie

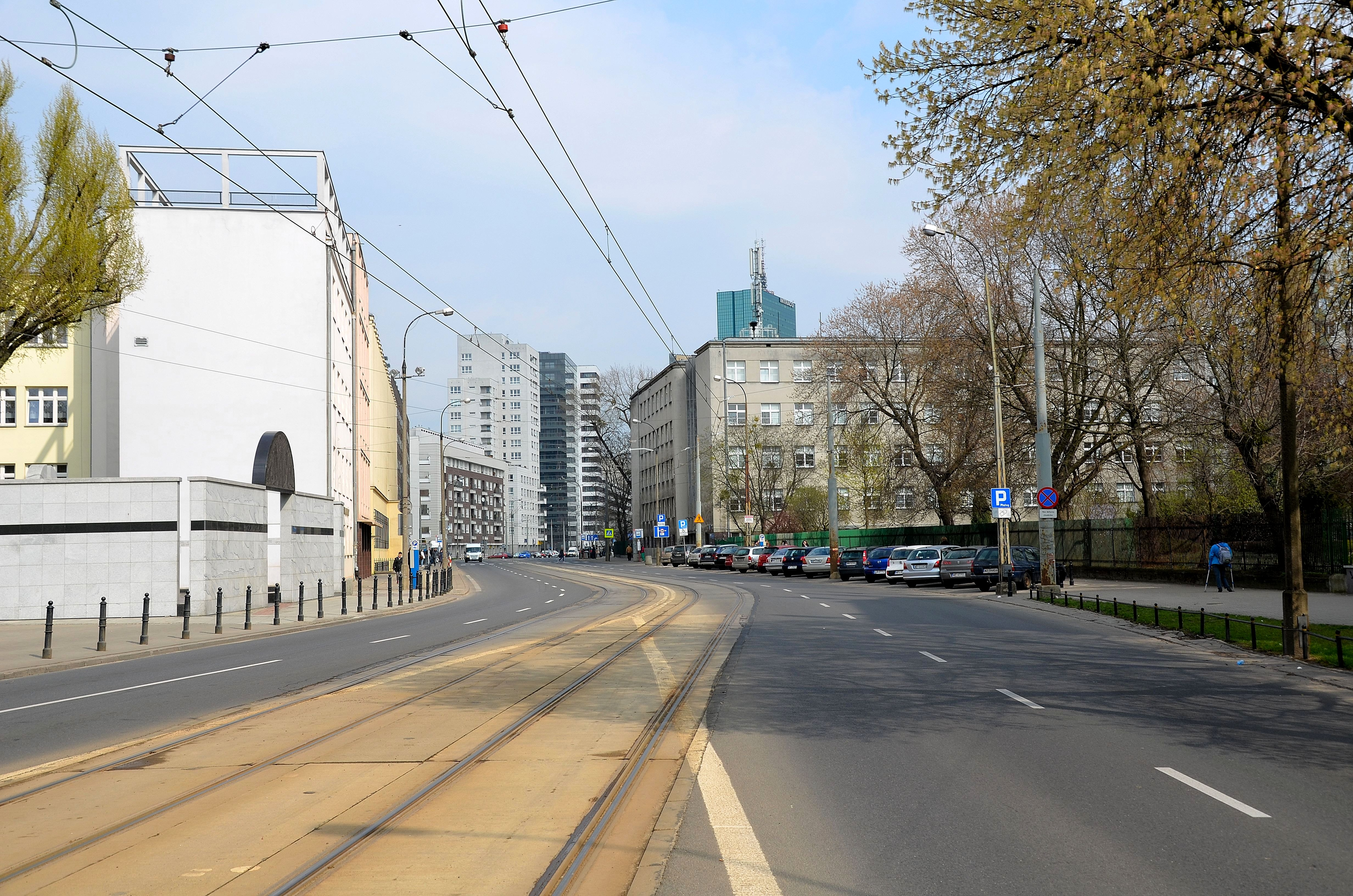
Ulica Stawki przy ulicy Dzikiej, widok w kierunku wschodnim. Po lewej pomnik Umschlagplatz, na wprost gmach Wydziału Psychologii Uniwersytetu Warszawskiego

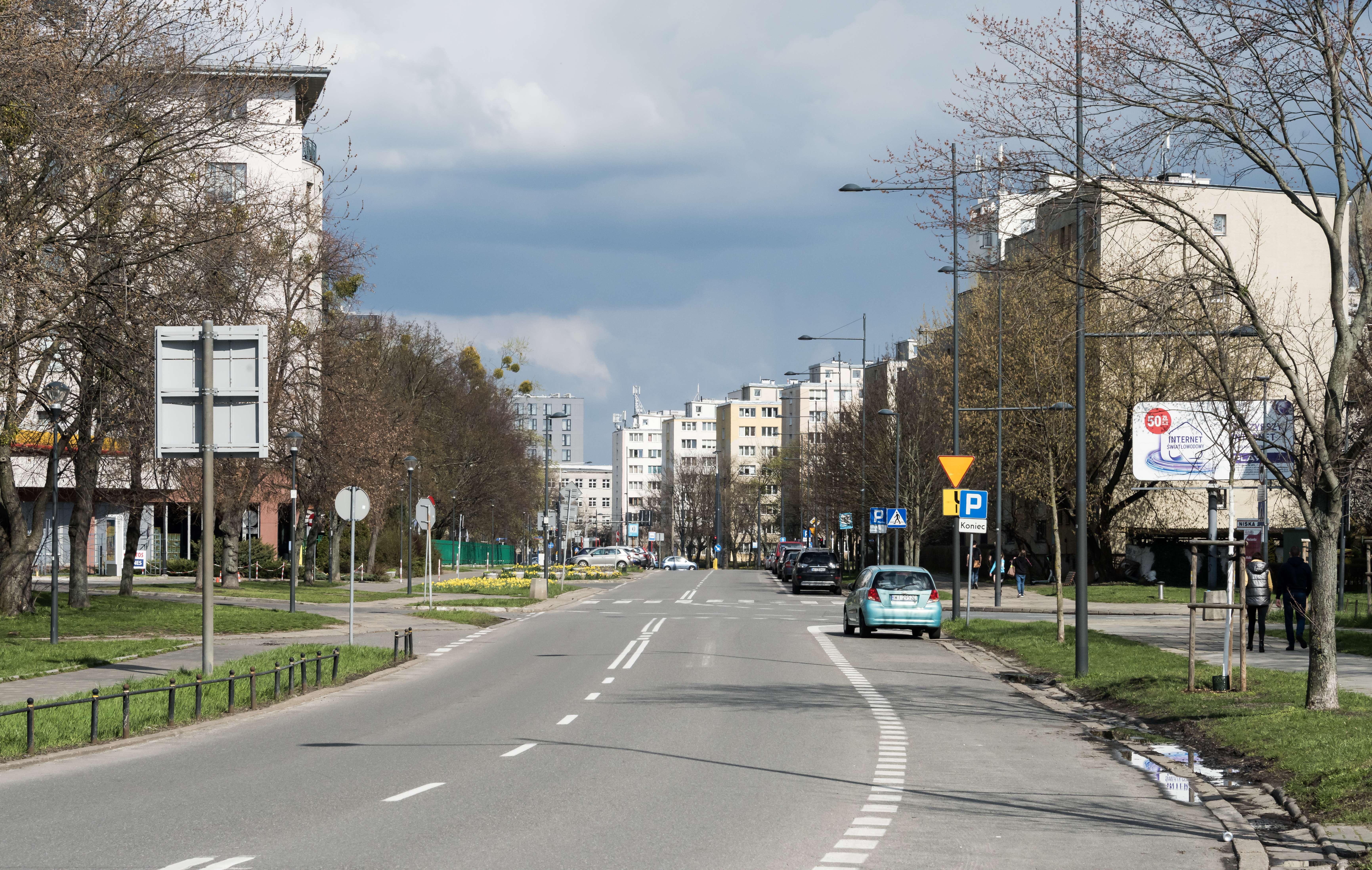
Ulica przy ulicy Smoczej, widok w kierunku wschodnim

Ulica Stawki – ulica Warszawy w dzielnicach Wola i Śródmieście, na osiedlu Muranów.

## Historia
„Stawkami” pierwotnie określano grunty Szymanowskich, dopiero później nazwę tę nadano ulicy. Powstała ona w miejscu drogi narolnej, prowadzącej wzdłuż glinianek i stawów (stąd jej nazwa). Stawy powstały w wyniku spiętrzeń rzeki Drny. Pierwotnie była to niewielka uliczka zaczynająca bieg od ul. Pokornej i ciągnąca się do ul. Okopowej, równoległa do ul. Niskiej.
Zabudowę rozpoczęto około 1770. Nazwa ulicy występuje od 1784.
W 1824 na rozkaz wielkiego księcia Konstantego pomiędzy ulicami: Dziką, Stawki i Pokorną powstał plac musztry oraz przeglądów wojska, nazwany placem Broni. Plac miał kształt kwadratu o boku 420 metrów i był największym placem XIX-wiecznej Warszawy. Wytyczenie placu spowodowało przesunięcie wschodniego wlotu Stawek na skrzyżowaniu z ul. Dziką o około 40 metrów na południe oraz odgięcie 250-metrowego odcinka ulicy na wschód od skrzyżowania z ul. Dziką względem osi równoległej do ul. Niskiej. 
W 1891 na teren u zbiegu Stawek i ul. Pokornej przeniesiono z ul. Wałowej targowisko nazywane Wołówką.
Od XIX wieku wśród mieszkańców przeważała ludność żydowska. 
Zabudowa ulicy ucierpiała w czasie obrony Warszawy we wrześniu 1939. W listopadzie 1940 zachodnia część ulicy znalazła się w granicach warszawskiego getta. W styczniu lub lutym 1941 do getta włączono Umschlagplatz oraz nieparzystą (południową) stronę Stawek.
Po wojnie zmieniono przebieg ulicy, wydłużając ją o 280 metrów na południowy wschód od skrzyżowania z ul. Pokorną do skrzyżowania z nową ul. Marcelego Nowotki, w miejscu północno-wschodniego narożnika zlikwidowanego placu Muranowskiego. Nowy odcinek ulicy poprowadzono przez obszar dawnego pałacowego ogrodu oraz dziedzińca pałacu Murano, który w drugiej połowie XIX wieku pokryty został przez gęstą zabudowę mieszkalną. Ponadto zachodni wlot ulicy na skrzyżowaniu z ul. Dziką przesunięto o około 40 metrów na południe, umieszczając go naprzeciwko wlotu wschodniego, zaś 480-metrowy odcinek pomiędzy skrzyżowaniami z ulicami Dziką i Smoczą odgięto na południe prowadząc ulicę przez obszar zniszczonej zabudowy mieszkalnej. Ulicy o zmienionym przebiegu nadano nazwę ulica Stawki uchwałą Rady Narodowej m.st. Warszawy z dnia 25 marca 1959.
1 stycznia 1956 oddano do użytku linię tramwajową przebiegającą wzdłuż ulicy na odcinku pomiędzy skrzyżowaniami z ulicami Marcelego Nowotki i Juliana Marchlewskiego z torowiskiem niewydzielonym pomiędzy skrzyżowaniami z ulicami Pokorną i Dziką oraz torowiskiem wydzielonym na pozostałych odcinkach.
W latach 1949–1967 w rejonie zachodniej części ulicy zbudowano osiedle Muranów Zachodni. W latach 1966–1968 pod nr 14 wzniesiono budynek Technikum Poligraficznego. W latach 1974–1978 w niedużej odległości, przy ulicach Dzikiej i Inflanckiej wzniesiono osiedle Stawki.

## Ważniejsze obiekty
- Biurowiec Intraco (nr 2)
- Pomnik Umschlagplatz
- Gmach Wydziału Psychologii Uniwersytetu Warszawskiego (nr 5/7)
- Trakt Pamięci Męczeństwa i Walki Żydów – dwa kamienne bloki oraz dwie tablice pamiątkowe (nr 5/7 oraz 10)
- Pomnik granic warszawskiego getta (ulica Stawki róg Okopowej)
- Zespół Szkół Licealnych i Ekonomicznych nr 1 wraz z Zespołem Szkół Collegium Szkoła Służb Medycznych i Młodzieżowym Domem Kultury Śródmieście. Przed II wojną światową w budynku miały swoją siedzibę Publiczne Szkoły Powszechne nr 112, 120 i 122, biura Zarządu Miasta st. Warszawy, Archiwum Dawnych Ksiąg Meldunkowych oraz dom składowy wraz z biurami magazynów, ekspedycji i oddziału celnego. W czasie funkcjonowania getta w gmachu mieścił się szpital żydowski. Zachodnia część budynku wyznaczała Umschlagplatz. 1 sierpnia 1944 oddział „Kolegium A” Kedywu Armii Krajowej, dowodzony przez por. Stanisława Janusza Sosabowskiego ps. „Stasinek”, zdobył budynek po walce z załogą SS, uwalniając uwięzionych tam Żydów z Węgier i Grecji, co upamiętnia tablica[18]
- Zespół Szkół Poligraficznych im. Marszałka Józefa Piłsudskiego (nr 14)